# فرنسيس برينان
فرنسيس برينان (بالإنجليزية: Francis Brennan)‏ هو قاضي أمريكي، ولد في 7 مايو 1894 في Shenandoah, Pennsylvania ‏ في الولايات المتحدة، وتوفي في 2 يوليو 1968 في روما في إيطاليا بسبب نوبة قلبية.

## وصلات خارجية
- فرنسيس برينان على موقع مونزينجر (الألمانية)